# Brasserie Baudenoot
De Brasserie Baudenoot is een voormalige Franse brouwerij in de tot het Noorderdepartement behorende stad Nieuw-Koudekerke.
De brouwerij begon omstreeks 1900 zijn activiteiten. Van 1927-1949 was hij in bezit van Oscar Boudenoot. In 1946 bedroeg de jaarproductie 20.000 hl. In de jaren '60 van de 20e eeuw werd de productie beëindigd. Het fabrieksgebouw werd een verenigingslokaal. De fabrieksschoorsteen bleef intact.